# Dragana Lazarević
Dragana Lazarević (Драгана Лазаревић) bila je carica Bugarske, žena cara Ivana Šišmana.
O njoj se zna iznimno malo.
Njezini su roditelji bili knez Lazar Hrebeljanović i kneginja Milica Hrebeljanović.
Dragana je svom mužu rodila Fružina. Moguće je da je rodila i Aleksandra, koji, premda pravoslavac, prelazi na islam.